# Graciela Iturbide
María Graciela del Carmen Iturbide Guerra (Ciudad de México, 16 de mayo de 1942) es una fotógrafa mexicana que ha sido acreedora de varios premios tanto nacionales como internacionales. En mayo de 2025 se le concedió el Premio Princesa de Asturias de las Artes.

## Biografía
Graciela Iturbide nació en 1942 en la Ciudad de México. En 1969 ingresó al Centro Universitario de Estudios Cinematográficos de la Universidad Nacional Autónoma de México (UNAM) para convertirse en directora de cine. Sin embargo, pronto fue atraída por el arte de la fotografía, practicado por Manuel Álvarez Bravo, quien impartía talleres en la misma universidad. De 1970 a 1971 trabajó como su asistente, lo acompañó en viajes a través de México y, posteriormente, a través de Latinoamérica (en particular a Cuba y Panamá).
En 1978, fue comisionada por el Archivo Escenográfico del Instituto Nacional Indigenista de México para documentar la población indígena del país. Iturbide decidió fotografiar al pueblo seri, un grupo de pescadores nómadas que habitan en el desierto de Sonora al noroeste de México y cerca de la frontera con Arizona.
En 1979, fue invitada por el artista Francisco Toledo a fotografiar el pueblo de Juchitán de Zaragoza, el cual forma parte de la cultura zapoteca en Oaxaca, en el sureste mexicano. La serie iniciada en 1979 y continuada hasta 1988 tuvo como resultado la publicación del libro Juchitán de las Mujeres en 1989. Entre 1980 y el 2000, fue invitada a trabajar a Cuba, Alemania Oriental, India, Madagascar, Hungría, Francia y Estados Unidos, donde produjo un importante número de trabajos.
En el 2004, a cincuenta años de la muerte de Frida Kahlo, fue invitada a dejar testimonio fotográfico de la apertura de dos baños con objetos y documentos de la artista, cerrados por Diego Rivera en 1954. El conjunto de la obra dio origen a la serie El baño de Frida, publicada en 2009.
Ha expuesto individualmente en el Centre Pompidou (1982), el Museo de Arte Moderno de San Francisco (1990), el Museo de Arte de Filadelfia (1997), el Museo J. Paul Getty de Los Ángeles (2007), la Fundación Mapfre en Madrid (2009), el Fotomuseum Winterthur (2009), la Barbican Art Gallery de Londres (2012), entre otros.
Iturbide ha recibido el premio de la W. Eugene Smith Memorial Foundation, 1987; el Grand Prize Mois de la Photo, París, 1988; la Guggenheim Fellowship por el proyecto Fiesta y Muerte, 1988; el Hugo Erfurth Award, Leverkusen, Alemania, 1989; el International Grand Prize, Hokkaido, Japón, 1990; el premio Rencontres Internationales de la Photographie, Arlés, 1991; el premio Hasselblad, 2008; el Premio Nacional de Ciencias y Artes, México, 2008; el doctorado honoris causa en Fotografía por el Columbia College Chicago en 2008; el doctorado honoris causa en Artes por el San Francisco Art Institute en 2009; y es miembro de número de la Academia de Artes desde 2014.
Actualmente, Graciela Iturbide reside y trabaja en la Ciudad de México.

## Carrera fotográfica

### Estilo e influencias
Iturbide captura la vida cotidiana casi siempre en blanco y negro. Ella se deja llevar por su curiosidad y fotografía simplemente lo que a ella le gusta. Ella fue inspirada por el trabajo de Josef Koudelka, Henri Cartier-Bresson, Sebastião Salgado y Manuel Álvarez Bravo. Iturbide evita etiquetas sociales y se considera una cómplice de la gente que documenta. Se ha dicho que Iturbide tiene su propia manera de relacionarse con la gente. Produce retratos donde resalta una poesía y vida en sí.

### Angelitos
Unas de las primeras obras de Iturbide involucra angelitos, infantes o niños jóvenes que han muerto, y su entierro. Iturbide se obsesionó con la muerte y muchas de sus fotos durante esos tiempos involucran cementerios o familias en camino a un cementerio. A pesar de esto, el crítico Oscar C. Nates nota que la muerte en las fotografías de Iturbide no es tétrica, sino poética. La obsesión de Iturbide con la muerte sólo se detuvo cuando se encontró con el cuerpo de un hombre en rumbo a enterrar un angelito.

## Exposiciones individuales
- 2024- Graciela Iturbide. - Centro Cultural Fábrica de San Pedro. Uruapan, Michoacán.
- 2023- Los que viven en la arena. Graciela Iturbide y el pueblo comcáac.- Museo Archivo de la Fotografía, Ciudad de México.
- 2023- Graciela Iturbide. Retratos para un ritual.- Museo de Arte Moderno de México.
- 2019 - Graciela Iturbide: cuando habla la luz. - Palacio de Iturbide, Ciudad de México.
- 2018 - Graciela Iturbide. Fundación Barrié, España.
- 2018 - PhotoEspaña 2018. Centro de Arte Alcobendas, España.
- 2017. Graciela Iturbide, retrospectiva. - Centro de las Artes de San Agustín, Oaxaca, México.
- 2012 - Museo Frida Kahlo, México.
- 2008 - Torrijos: The Man and the Myth. Americas Society, Nueva York.
- 2007 - Ojos para Volar. Centro de la Imagen, México.
- 2007 - El baño de Frida. Centro de Exposiciones del Aeropuerto Internacional de la Ciudad de México; Roma, Italia.
- 2007 - Museo Nacional de la Mujer en las Artes. Washington, USA.
- 2006 - Wittliff Gallery, Austin, Texas.
- 2006 - Galería Throckmorton Fine Art, Nueva York, USA.
- 2004 - Galería Robert Miller, USA.
- 2002 - Galería López Quiroga, México.
- 2000 - Museo de Bellas Artes de Argentina.
- 1999 - Museo de Arte Helsinki, Finlandia.
- 1997 - Museo de Arte de Filadelfia, USA.
- 1996 - Museo de Arte Contemporáneo de Monterrey, México.
- 1993 - Centro Cultura Chicago. Illinois, USA.
- 1991 - Festival de fotografía de Arlés, Francia.
- 1990 - Museo de Artes Fotográficas. San Diego, USA.
- 1982 - Centro Pompidou de París, Francia.
- 1980 - Casa de Cultura de Juchitán, Oaxaca, México.

## Publicaciones
- Avándaro (1971). Texto de Luis Carrión. Ciudad de México: Editorial Diógenes.
- Los que viven en la arena (1981). Texto de Luis Barjau. Ciudad de México: INI-Fonapas.
- En el nombre del padre (1981). Texto de Osvaldo Sánchez. Ciudad de México: Ediciones Toledo.
- Sueños de papel (1985). Texto de Verónica Volkow. Ciudad de México: Fondo de Cultura Económica, Colección Río de Luz.
- Juchitán de las Mujeres (1989). Texto de Elena Poniatowska. Ciudad de México: Ediciones Toledo.
- Fiesta und Ritual (1994). Textos de Erika Billeter y Verónica Volkow. Suiza: Benteli Werd Verlags A.G.
- Graciela Iturbide: La forma y la memoria (1996). Texto de Carlos Monsiváis. Monterrey: Museo de Arte Contemporáneo de Monterrey, MARCO.
- Graciela Iturbide, Images of the Spirit (1996). Textos de Alfredo López Austin y Roberto Tejada. Nueva York: Aperture Foundation, Inc.
- Graciela Iturbide (2001). Texto de Cuauhtémoc Medina. Londres: Phaidon.
- Pájaros (2002). Textos de José Luis Rivas y Bruce Wagner. Santa Fe: Twin Palms Publishers.
- Graciela Iturbide habla con Fabienne Bradu. Conversaciones con fotógrafos (2003). Madrid: La Fábrica, Fundación Telefónica, PHE Photoespaña.
- Woman A Celebration (2003). Editado por Peter Fetterman. San Francisco: Chronicle Books.
- Naturata (2004) Texto de Fabio Morábito. Ciudad de México / París: Galería López Quiroga y Toluca Editions.
- 12 days en Mozambique (2006). Catálogo de la exposición. Photography Festival of Rome, Italia.
- Graciela Iturbide (2006). Madrid: Tf Editores.
- Graciela Iturbide: Eyes to fly with / Ojos para volar (2006). Textos de Fabienne Bradu y Alejandro Castellanos. Austin: University of Texas Press.
- Graciela Iturbide: Roma (2007). Catálogo de la exposición. Textos de Elisabetta Rasy y Marco Delogu. Photography Festival of Rome. Roma: Zoneattive Edizioni.
- Graciela Iturbide: Juchitan (2007). Texto de Judith Keller. Los Ángeles: Paul Getty Museum.
- El baño de Frida Kahlo (2009). Ciudad de México: Editorial RM y Galería López Quiroga.
- Graciela Iturbide (2009). Textos de Marta Dahó, Juan Villoro y Carlos Martín García. Madrid: Fundación MAPFRE.
- Graciela Iturbide: Asor (2010). Obra electroacústica de Manuel Rocha Iturbide. Göttingen: Little Steidl.
- Graciela Iturbide: Juchitán de las mujeres: 1979-1980 (2010). Ciudad de México: Editorial RM y Calamus Editorial.
- Graciela Iturbide: México – Roma (2011). Ciudad de México: Editorial RM.
- Graciela Iturbide: No hay nadie / There is no one (2011). Texto de Oscar Pujol. Madrid: La Fábrica.
- Graciela Iturbide (2011). Textos de Michel Frizot y Robert Delpire. París: Lunwer y PhotoPoche.
- Graciela Iturbide (2012). Catálogo de la exposición. Ciudad de México: Museo Amparo y Editorial RM.
- Las condiciones del pájaro solitario (2013). Graciela Iturbide. Colección Círculo de Arte de la Dirección General de Publicaciones de Conaculta.
- Mi ojo (2016). Graciela Iturbide. Editorial RM.
- Piedras (2019). Graciela Iturbide. Editorial RM.
- White Fence (2023). Graciela Iturbide, edición especial París Photo, 2023: Editorial RM

## Premios
- 1980 - Primer Premio. I Bienal de Fotografía, INBA, Ciudad de México
- 1983 - Beca de producción para el ensayo: Recuerdos de Infancia. Consejo Mexicano de Fotografía, Ciudad de México.
- 1986 - Premio por la serie: El empleo o su carencia. UNESCO – International Labor Organization. Fotografía del año, Segundo premio. ¨Magazine Feature¨ Award, University of Missouri, School of Journalism y National Press Photographers Association.
- 1987 - Premio W. Eugene Smith por la serie: Juchitán. W. Eugene Smith Memorial Foundation.
- 1988 - Beca de la Fundación Guggenheim por el proyecto: Fiesta y Muerte. Gran Premio. Mois de la Photo, París.
- 1989 - Premio Hugo Erfurth. Leverküsen, Alemania.
- 1990 - Gran Premio Internacional. Museo de la Fotografía, Hokkaido, Japón.
- 1991 - Premio Rencontres Photographiques. Arlés, Francia.
- 2002 - Beca Richard T. Castro Distinguished Visiting Professor. Denver, Arizona.
- 2005 - Premio de la Ciudad de Benevento, Italia.
- 2007 - Premio Legacy Award. Smithsonian Latino Center. Washington, Estados Unidos.
- 2008 - Honorary Degree en fotografía. Museum of Contemporary Photography, Columbia College, Chicago, Estados Unidos. Premio de la Fundación Hasselblad. Gotemburgo, Suecia.
- 2009 - Premio Nacional de las Artes, Ciudad de México. Honorary Doctorate of Arts. San Francisco Art Institute, Estados Unidos.
- 2010 - Premio PhotoEspaña Baume & Mercier. Festival PhotoEspaña, Madrid, España. Premio Lucie Award. Nueva York, Estados Unidos.
- 2013 - Premio Trayectoria Artística. Chobi Mela VII International Festival of Photography, Dakha, Bangladés. 2013
- 2014 - Medalla Bellas Artes de México.
- 2015 - Premio Cornell Capa, distinción especial a la trayectoria profesional en fotografía de los Premios Infinity otorgado por el Centro Internacional de la Fotografía o ICP, por sus siglas en Inglés.
- 2017 - Premio Internacional de Fotografía de Alcobendas.[9]
- 2023 - Premio William Klein de la Academia de Bellas Artes en Francia.[10]
- 2024 - Medalla de oro Bellas Artes en la categoría de "Artes visuales", (México).
- 2024 - Legión de Honor del Gobierno Francés de la Orden de las Artes y las Letras.
- 2025 - Premio Princesa de Asturias de las Artes.[3]